# Кинески чајни јавор
Кинески чајни јавор (Acer ginnala Maxim.) је први описао руски ботаничар Карл Иванович Максимович (1827—1891) у научном часопису Bulletin de la Classe Physico-Mathématique de l'Académie Impériale des Sciences de Saint-Pétersbourg 15: 126, 1856. године под именом Acer ginnala, да би га белгијски ботаничар Алфред Весмаел 1890. описао као подврсту жешље Acer tataricum subsp. ginnala (Maximowicz) Wesmael, а Едвард Август Фон Регел кинески чајни јавор сматра варијететом жешље и даје му назив A. tataricum var. laciniatum Regel. У Кини има назив ча тиао фенг (茶条 枫) што значи чајни јавор јер се млади листови употребљавају као замена за чај , а синоним A. theiferum (онај који носи чај) то потврђује. Поред назива кинески, понекад се назива и амурским и обалским (приречный).

## Опис врсте
Кинески чајни јавор је листопадни жбун или ниско дрво широке круне које достиже висину до 10 m и прсни пречник 20-40 cm. Стабло кратко, а гране танке. Кора је танка, сивосмеђа, у младости је глатка, касније плитко испуца.
Листови су наизменични, тро-, ређе петорежњевити са најдужим средишњим режњем, дуги су 5-10 cm и 3-6 cm широки, абаксијално голи, на лисној дршци дугој 3-5 cm. 
Цветови су бледо зелени, хермафродитни, петочлани, пречника 5–8 mm, миришљави; јављају се у широким метлицама у време олиставања. 
Плодови, голе крилате орашице, по две у шизокарпијуму 24-30 mm дуге, леђне линије крила склапају оштар угао, некад паралелни или се врховима крила преклапају, најпре зеленкасти, затим светлосмеђи, са ружичастом, сивољубичастом нијансом. Плодови сазревају у септембру и дуго остају на гранама, па се могу сакупити од септембра до децембра. Дијаспора анемохоријом.
Семе до 3 mm дуго, испупчено са обе стране, понекад са једне стране удубљено, задржава клијавост 2 године. У 1 kg има око 40.000 зрна. Клијање надземно. Хипокотил лако пурпурно обојен. Котиледони овални, 9-10 mm дуги, 4-5 mm широки, скоро седећи, при врху заобљени. Први листови 18-20 mm дуги, 10-12 mm широки, јајасти, слабо трорежњевити, неправилно назубљени, одозго интензивно зелени, одоздо сивкасти. Најближи наредни листови слабо трорежњевити, дугуљастојајасти, по ободу неправилно назубљени. Епикотил пурпурне боје. Дршке листова такође пурпурне, али при основи зелене.

## Ареал
Природно се распростире у североисточној Азији западно од источне Монголије до Кореје и Јапана на истоку; северна граница ареала залази у југозападни Сибир долином реке Амур. Формира ретке шуме од 100 до 800 m над морем. У Кини расте у провинцијама Гансу, Хебеј, Хејлунгђанг, Хенан, Ђангсу, Ђангси, Ђилин, Љаонинг, Неи Монгол, Нингсја, Шенси, Шандунг и Шанси. 

## Биоеколошке карактеристике
Као хелиофита расте на осунчаним местима, али подноси и блажу сенку, у сенци губи интензитет боје листа, а тиме и декоративност. Брзорастућа је врста која обилно даје избојке. Сматра се да је најотпорнији на ниске температуре (до -40 °C) од свих јавора. Може да расте на тежим глиненим земљиштима, али најбоље успева на киселим, влажним, иловастим; на подноси дуго задржавање воде у зони корена. Понекад може да се јави хлороза на алкалним тлима услед недостатка гвожђа; иако генерално јавори нису пробирљиви када је у питању pH земљишта. Добро подноси загађења у граду и лако и успешно се пресађује. Медоносна је врста и добра пчелиња паша у рано пролеће када мало врста цвета.

## Значај
Због елегантног хабитуса, црвенкасте боје листа и беличастозелених цветова током олиставања, зелене боје током вегетације и интензивно црвених у јесен, кинески чајни јавор се гаји као украсна врста за групну и појединачну садњу. Добар је и за колоритне живе ограде, озелењавање обала водотока и језера, као и за ивице шума. У Европи и Северној Америци; у Русији је у култури од 1860. Код нас Петровић пише да је 1951. само у Сенти нашао једно стабло у великом парку крај Тисе, а и данас је доста редак у зеленим просторима. У периоду 1966-1992 у каталозима појединих расадника у Србији кинески чајни јавор је био на списку произвођених таксона. Тако на пример 1986. констатује се да је у расаднику "Палма" у Суботици постојао генеративни матичњак одакле је сакупљано семе за производњу садница, али већ тада производња је обустављена.
У неким деловима САД проглашен је инвазивном врстом. У Јапану, а и у свету, цени се као добра врста за бонсаи.
Листови се распростиру око јабука и коренског поврћа јер их штите</ref>Philbrick, H. and Gregg, R. B. (1979): Companion Plants. Watkins.</ref> Из сувог лишћа добија се црна, плава и смеђа боја јер лист садржи кверцетин. Листови садрже и око 30% танина

## Размножавање
Најбоље је физиолошки зрело семе посејати у хладне леје одмах по сакупљању, када обично проклија наредног пролећа. Алтернатива је потапање потпуно зрелог (сувог) семена 24 часа у воду а затим хладна стратификација 2-4 месеца на 1-5 °C. . Клијавост семена 92%. Када су клијавци довољно развијени да се могу пикирати, пребацују се појединачно у посуде, а када достигну 20 cm саде се на отворено.
Полегање је успешно, као и ваздушно полегање, када се ожили до 50% пропагула. Калемњење се не примењује, а као подлога не даје добре резултате за Acer platanoides 'Crimson King' и Acer saccharinum Зелене резнице током јуна-јула са 2-3 пара листова и базалним нодусом са кога се уклањају листови; ожиљују се 25% уз претходно третирање са IBA 50 mg/L. у трајању од 16 сати. 

## Унутарврсни таксони
Туркестански жбунасти јавор (Acer ginnala var. semenovii (Regel et Herder) Pax) је варијетет кинеског јавора из планинских шума сушних области Туркестана са мањим, листом дубоко урезаних режњева и ширим крилцем плода.
Постоје и два компактна културна таксона који су синтетисани у САД: 'Bailey Compact'(познат и као 'Compactum') и 'Durand Dwarf' више жбунасти него стабласти клонови који не премашују 1,5 m.  Поред њих издвојено је и више селекција са упадљивијом црвеном бојом плодова и листова у јесен међу којима су и 'Embers', 'Flame', 'Red Fruit' and 'Mandy' (Red Rhapsody™).